# 俄羅斯帝國常設諮議會
常設諮議會（俄語：Непременный совет）是1801年4月11日俄罗斯帝国成立的最高議事機構 ，於1810年廢除；為帝國議會的前身。
其由亚历山大一世皇帝下十二名貴族代表所組成（成員是德米特里·特罗什钦斯基、彼得·扎瓦多夫斯基、亚历山大·沃龙佐夫、普拉顿·祖博夫和瓦列里安·祖博夫等人），由尼古拉·萨尔蒂科夫伯爵出任議長。
諮議會有權對皇帝的所採取行動與政令作出抗議 。常設諮議會在其運作開始時，曾審議過一些重要議題並有準備起多項改革措施，其中包括一項關於自由農夫的政令。
到了1802年，隨著建立起諸帝國大臣職位和大臣會議制度，一些瑣碎複雜的案件也轉由常設諮議會審議，等建立帝國議會後該常設會議也最終廢止。

## 外部鏈接
- 亚历山大一世皇帝